# Kleiner Medower See
Der Kleine Medower See liegt in der Sternberger Seenlandschaft südöstlich von Goldberg im Landkreis Ludwigslust-Parchim in Mecklenburg-Vorpommern und hat eine etwa dreieckige Form. Das Gewässer teilt sich zusammen mit dem Großen Medower See und dem Woostener See ein Becken. Das Seeufer ist unbewaldet. Der namensgebende Goldberger Ortsteil Medow liegt unweit westlich und der Große Medower See nördlich des Sees. Mit diesem ist er über einen Graben verbunden. Die maximale Tiefe des Gewässers liegt bei etwa 3,5 Metern.